# Valetudo (satelit)
Valetudo /va.le'tu.do/, cunoscut și ca Jupiter LXII și cunoscut inițial ca S/2016 J 2, este un satelit al lui Jupiter. A fost descoperit de Scott S. Sheppard și echipa sa din datele făcute de telescopul Magellan-Baade de 6,5 m al Observatorului Las Campanas în 2016, dar nu a fost anunțat până pe 17 iulie 2018, printr-un Minor Planet Electronic Circular al Minor Planet Center, care a raportat și descoperirea a nouă alți sateliți ai lui Jupiter. Pe lângă datele de la Las Campanas, anunțul inițial se referea și la date obținute prin telescopul Gemini North de 8,1 m — al Observatoarelor Mauna Kea — precum și reflectorul de 4,0 m al Observatorului Inter-American Cerro Tololo.

## Caracteristici
Valetudo are un diametru de aproximativ 1 km și orbitează în jurul lui Jupiter la o distanță de aproximativ 19 milioane de km. Înclinația sa orbitală este de 34 de grade, iar excentricitatea sa orbitală este de 0,222. Are o orbită progradă care durează aproape un an și jumătate pentru a fi finalizată, dar se intersecteză cu alți câțiva sateliți care au orbite retrograde și s-ar putea ciocni cu ei în viitor.

## Nume
Satelitul a fost desemnat provizoriu ca S/2016 J 2 până când și-a primit numele în 2018. Numele Valetudo („Sănătate”) i-a fost propus ca parte a anunțării sale, după zeița romană a sănătății și igienei (o traducere latină a greceștii Hygieia „Sănătate”) și o strănepoată a zeului Jupiter. Numele este în conformitate cu convențiile de numire pentru sateliții lui Jupiter stabilite de Uniunea Astronomică Internațională (IAU), conform căreia un nume care se termină în -o indică o înclinație mare. Numele a fost aprobat de Working Group for Planetary System Nomenclature al IAU pe 3 octombrie 2018.